# لطف‌الله مجد
لطف‌الله مجد (۱۲۹۶ شمسی - آذر ۱۳۵۷ تهران)، نوازنده تار اهل ایران بود.

## زندگی‌نامه و فعالیت‌هنری
لطف‌الله مجد از آغاز تأسیس انجمن موسیقی ملی ایران یکی از نوازندگان با ارزش ارکستر آن هنرستان بود و دو عدد از آهنگ‌های او که یکی در مایهٔ همایون و دیگری در مایهٔ سه گاه ساخته بود و شهرت فراوان یافت، با همکاری این انجمن اجرا کرد. بعد از نوازندگان دوره اول چون درویش‌خان و مرتضی نی‌داوود، لطف‌الله مجد و فرهنگ شریف و جلیل شهناز و فریدون حافظی ادامه دهنده راه و نوازندگان برتر تار در رادیو ایران بودند.
مجد برنامه‌های متعددی با هنرمندان نظیر علی‌اصغر بهاری، فرامرز پایور، حسین تهرانی و حسن کسائی اجرا کرده و از معروفترین همکاری‌های او جشن هنر شیراز، سال ۱۳۴۹ می‌باشد.

## درگذشت
لطف‌الله مجد در آذر ۱۳۵۷ در تهران به دلیل سکته درگذشت.